# Murtosaari (ö i Södra Savolax, Nyslott, lat 62,26, long 28,82)
Murtosaari är en ö i Finland. Den ligger i sjön Enonvesi och i kommunen Nyslott i  landskapet Södra Savolax, i den sydöstra delen av landet, 300 km nordost om huvudstaden Helsingfors. Öns area är 24,6 hektar och dess största längd är 0,8 kilometer i sydöst-nordvästlig riktning.